# 251

## Události
- březen – Kornélius byl zvolen 21. papežem.
- červen – Gótové porazili Římany v bitvě u Abrittu. Císař Decius a jeho syn Herennius Decius byli zabiti.
- Nástupcem Decia se v Římě stal Hostilianus, zatímco římské vojsko uznalo za císaře Treboniana Galla. Gallus a Hostilianus se následně dohodli na spoluvládě.
- V Římě naplno vypukla morová epidemie, které císař Hostilianus zakrátko podléhá. Epidemie sužovala Řím po dobu 15 let.
- Císař Trebonianus Gallus uzavřel mír s Góty.
- Sásánovský král Šápúr I. zahájil tažení do Arménie.

#### Probíhající události
- 249–262: Cypriánův mor

## Narození
- Antonín Veliký, egyptský křesťanský světec

## Úmrtí
- červen – Decius, římský císař (zabit v bitvě)
- červen – Herennius Decius, římský císař (zabit v bitvě)
- léto – Hostilianus, římský císař (na mor)
- Svatá Agáta

## Hlavy států
- Papež – Kornélius (251–253) + Novacián, vzdoropapež (251–258)
- Římská říše – Decius (249–251) + Decius mladší, spoluvladař (251) + Hostilianus, spoluvladař (251) » Trebonianus Gallus (251–253) + Volusianus, spoluvladař (251–253)
- Perská říše – Šápúr I. (240/241–271/272)
- Kušánská říše – Vášiška (247–267)
- Kavkazská Iberie – Mirdat II. Iberský (249–265)

Indie:
- Guptovská říše – Maharádža Šrí Gupta (240–280)